# Ça va ça vient
Pour l’article homonyme, voir Ça va, ça vient.
Singles de Vitaa et Slimane
VersuS
(2019) Avant toi
(2019)
Clip vidéo
[vidéo] « Ça va ça vient », sur YouTube
Ça va ça vient est une chanson de Vitaa et Slimane sortie le 21 juin 2019. Le titre sert de second extrait à leur album commun VersuS.

## Clip vidéo
Le clip vidéo est sorti le 15 août 2019 et a été tourné à Londres. Il montre Vitaa et Slimane en anges gardiens aider les gens autour d'eux grâce à la magie, afin de laisser le message positif « Au fond, tout va bien ».

## Distinctions
Ça va ça vient a reçu le prix de la chanson originale de l'année lors de la 35e cérémonie des Victoires de la musique en 2020.

## Classements hebdomadaires
| Classement (2019-20)                    | Meilleure position |
| --------------------------------------- | ------------------ |
| Belgique (Wallonie Ultratop 50 Singles) | 4                  |
| France (SNEP)                           | 42                 |
| France (SNEP Ventes)                    | 3                  |
| France (SNEP Radio)                     | 7                  |
| Suisse (Charts Romandie)                | 4                  |

## Certifications
| Pays     | Organisme | Certification | Seuil                            |
| -------- | --------- | ------------- | -------------------------------- |
| France   | SNEP      | Diamant       | 50 millions d'équivalent streams |
| Belgique | Ultratop  | Platine       | 20 000                           |